# Keio Challenger 2012
Il Keio Challenger 2012 è stato un torneo professionistico di tennis maschile giocato sul cemento. È stata l'8ª edizione del torneo, facente parte dell'ATP Challenger Tour nell'ambito dell'ATP Challenger Tour 2012. Si è giocato a Yokohama in Giappone dal 12 al 18 novembre 2012.

## Partecipanti ATP

### Teste di serie
| Nazionalità   | Giocatore     | Ranking* | Testa di serie |
| ------------- | ------------- | -------- | -------------- |
| Giappone      | Tatsuma Itō   | 65       | 1              |
| Stati Uniti   | Rajeev Ram    | 112      | 2              |
| Giappone      | Yūichi Sugita | 121      | 3              |
| Italia        | Matteo Viola  | 149      | 4              |
| Giappone      | Hiroki Moriya | 186      | 5              |
| Taipei cinese | Chen Ti       | 202      | 6              |
| Regno Unito   | Jamie Baker   | 237      | 7              |
| Australia     | Brydan Klein  | 244      | 8              |

- 1 Ranking al 5 novembre 2012.

### Altri partecipanti
Giocatori che hanno ricevuto una wild card:
- Toshihide Matsui
- Yoshihito Nishioka
- Masato Shiga
- Kaichi Uchida

Giocatori che sono passati dalle qualificazioni:
- Yuichi Ito
- Yuuya Kibi
- Shuichi Sekiguchi
- Michael Venus

## Campioni

### Singolare
- Matteo Viola ha battuto in finale  Mirza Bašić con il punteggio di 7–6(3), 6–3.

### Doppio
- Prakash Amritraj /  Philipp Oswald hanno battuto in finale  Sanchai Ratiwatana /  Sonchat Ratiwatana con il punteggio di 6–3, 6–4.